# Fiorenza Cossotto
Fiorenza Cossotto, född den 22 april 1935, är en italiensk mezzosopran. Hon anses av många vara en av de stora mezzosopranerna på 1900-talet, och en naturlig efterträdare till Giulietta Simionato.

## Liv och karriär
Cossotto föddes i Crescentino di Vercelli, Italien. Hon studerade vid Musikhögskolan i Turin och tog examen som den bästa i sin årgång. Efter studier med Mercedes Llopart, debuterade hos som syster Matilde i världspremiären av Poulencs Karmelitsystrarna år 1957 på Teatro alla Scala i Milano. Hennes internationella debut ägde rum vid 1958 års Wexford-festivalen som Giovanna Seymour i Gaetano Donizettis Anna Bolena. Hennes Covent Garden-debut skedde 1959 som Neris i Luigi Cherubinis Medea, med Maria Callas i titelrollen. En prestation i den ledande rollen i La Favorita på La Scala öppnade dörren till vidare berömmelse. Hon gjorde sin amerikanska debut i samma roll 1964 på Lyric Opera i Chicago och som Amneris i Aida på Metropolitan Opera 1968.
Sammanlagt mellan 1967 och 1989 gav hon 148 föreställningar på Metropolitan i uteslutande ledande roller. Hon ansågs vara en expert på tolkningar av 1800-talets tunga italienska roller till exempel Favorita, Amneris, Azucena, Eboli, Preziosilla, Maddalena, Ulrica, och Laura. Hon tolkade också Carmen, Mozarts Cherubini, Urbain i Meyerbeers Hugenotterna, Bellinis Romeo och Marfa i Khovantschina.
Hon fortsatte att sjunga, och under 2005 hon firade sin 70-årsdag med en föreställning av Suor Angelica på Theatre Royal i Liège, Belgien.
Hon var gift med den italienska bassångaren Ivo Vinco i över 40 år och fick en son. De är nu skilda.